# حادثة الخطوط الهولندية 1948
حادثة الخطوط الهولندية 1948 هي حادثة وقعت عام 1948 حين اصطدمت طائرة من نوع لوكهيد تابعة للخطوط الهولندية واسمها (Nijmegen) ورقم التسجيل هو (PH-TEN) بالقرب من بريستويك باسكتلندا بتاريخ 20 أكتوبر 1948 وقد مات جميع من كان بالطائرة وعددهم 40 شخصا.

## المقدمة
كانت تلك الطائرة مقرر رحلتها من مطار مطار سكيبول (أمستردام) بالساعة 8:00 مساء بالتوقيت المحلي إلى نيويورك عبر مطار بيستويك بالقرب من جلاسكو أو مطار شانون بإيرلندا كبديل لبريستوك في حالة الطقس السيئ، ولكن الطائرة تأخرت بالإقلاع بسبب وجود حمولة اضافية سوف ترسلها إلى أيسلندا خلال رحلتها لنيويورك، مما أضاف محطة أخرى قبل نيويورك.
أقلعت الطائرة أخيرا من مطار سكيبول الساعة 9:10 مساء، بعد تأخير أكثر من ساعة. وقد تم إخبار الطيار بالحوال الجوية لمطار بريستوك بانه غائم بعض الشيء ولكنه سيتحسن بوقت وصول الطائرة، ولكن ماتم هو العكس حيث إزداد الطقس سوءا عند وصولها.

## الوصول
كان الطيار -واسمه بارمنتير- يعلم بوجود رياح جانبية قوية تهب بزاوية عمودية على المدرج الرئيسي لمطار بريستوك وسرعتها 20 عقدة مما يصعب الهبوط على المدرج وقد يمنعها، ولكن البديل وهو مدرج رقم 26 ويكون بمواجهة الرياح، ولكن لايوجد رادار أرضي لتوجيه الهبوط.
عند زمن الوصول كانت بريستوك واقعة تحت رذاذ المطر، وقاعدة الغيم صلبة بعض الشيء على ارتفاع 600 قدم (180 م)، واستمر الطقس كذلك من الساعة 11:00 مساء وهو زمن وصول الطائرة إلى مجال المطار. وبما أن الطائرة أقلعت متأخرة فإن الطاقم لم يستلم رسالة التنبوء المرسلة بالراديو عن طريق مطار بريستوك لتبلغهم بالتغييرات. لذلك لم يكن الطاقم يعلم بالتدهور الحاصل بالطقس، لأنه لو كان يعلم بذلك لحول وجهة الطائرة إلى مطار شانون، فتقارير الطقس المعتادة المرسلة من المطار ذكرت بأن قاعدة الغيوم وصلت إلى 700 قدم (210 م) فلم يكن يعلم بتلك التقارير الجديدة ولم يكن يعلم أيضا بأن هناك رحلتين من شركة ساس قد فضلا العودة بدلا من الهبوط بالمطار.
ترتفع أرضية المدرج بحوالي 400 قدم (120 م) وهو مالم يذكر بخرائط الشركة. وهناك مجموعة من أعمدة الكهرباء تنتصب بارتفاع 600 قدم (180 م) وتبتعد عن المطار بحوالي 3 أميال شمال شرقي المدرج وهي تغذي شمال اسكتلندا، ولكن بالخريطة ذكر بأن ارتفاعها هو فقط 45 قدم (14 م). وعندما اقتربت الطائرة من المجال الجوي للمطار، اتصل الطيار بالمطار قبل الساعة 11:00 مساء، وقد انخفضت بتلك اللحظة سرعة الرياح الجانبية ب14 عقدة مما يمكن الطيار من الهبوط على المدرج الرئيسي، وهو مالم يفعله الطيار مفضلا الهبوط على المدرج البديل.
بالساعة 11:16 مساء أرسل المطار إشارات بالراديو محذرا من تدهور الطقس، ولكن يبدو أن الطائرة حولت إستقبال الراديو إلى الصوتي بدلا من الإشارات فلم تستلم تلك المعلومة. وعند اقترابها من المطار تم ابلاغهم بانخفاض سرعة الرياح الجانبية، فقرر الهبوط بالمدرج الرئيسي، ولكن وعلى مسافة 3 أميال رأى الطيار بأن الرياح الجانبية قوية بدرجة الصعوبة بالهبوط بنفس المدرج، فقرر تخطى المدرج والطيران فوقه والهبوط بالمدرج الآخر، وارتفع إلى علو 450 قدم (140 م)، وانزل عجلات الهبوط ودخل داخل الغيوم والتي كانت قاعدتها على ارتفاع 300 قدم (91 م) وبتلك اللحظة اصطدم باعمدة الكهرباء، والتي كان يعتقد بأن ارتفاعها بالخرائط أقل بكثير مما هو بالواقع. فحاول الطاقم انزال الطائرة المحترقة اضطراريا. ولكن الخريطة كانت ملئ بالأخطاء فقادتهم إلى الهبوط بمسافة 5 أميال شرق-شمال شرقي مجال المطار. فمات 30 راكب (22 هولندي و6 ألمان وبريطاني وأيرلندي) بالإضافة إلى الطاقم وعددهم 10.

## نتائج الحادث
وجهت المحكمة اللوم إلى عوامل عدة سببت الحادث:
1. فشل إدارة المطار تنبيه الطائرة (Nijmegen) عن تدهور الأحوال الجوية.
2. فشل طاقم الطائرة بالهبوط باتجاه الرياح على المدرج الرئيسي.
3. وجود اخطاء كثيرة بالخرائط الرسمية للخطوط الهولندية ومرجعها سلاح الجو الأمريكي زمن الحرب العالمية الثانية، وبالتالي فقط ظهرت بها اخطاء كثيرة فطلبت المحكمة من الخطوط الهولندية بأخذ الخرائط الصحيحة من الهيئات الرسمية للمطارات.